# Norbert Buske
Norbert Buske (ur. 2 stycznia 1936 w Demmin, zm. 20 października 2023) – doktor teologii, pastor Pomorskiego Kościoła Ewangelickiego, polityk. Był członkiem Unii Chrześcijańsko Demokratycznej.
W latach 1981–2009 był przewodniczącym Grupy Roboczej ds. Historii Kościoła Pomorskiego, w latach 1990–2005 w zarządzie Komisji Historycznej ds. Pomorza oraz w Towarzystwie Historii Pomorza, Starożytności i Sztuki.

## Publikacje
- 1970: Die Marienkapellen auf dem Gollen, dem Revekol und dem Heiligen Berg bei Pollnow. Ein Beitrage zur Geschichte der Wallfahrtsorte in Pommern, „Baltische Studien” N. F. Hamburg”
- 1984: „Dorfkirchen in der Greifswalder Landeskirche”;
- 1985: „Die pommersche Kirchenordnung von Johannes Bugenhagen 1535”;
- 1990: „Anton Heinrich Gladrow”;
- 1993: „Vilm. Die Geschichte einer Insel”,
- 1994: „20 Jahre Arbeitsgemeinschaft Kirchengeschichet”;
- 1997: „Pommern als Territorialstaat und Landesteil von Preußen”;
- 1998: „Der Wolgaster Totentanz”;
- 2000: „Pommersche Kirchengeschichte in Daten”;
- 2001: „Jacob Lucius d.Ä.”;
- 2003: „Bischof Otto von Bamberg. Sein Wirken für Pommern”.